# William Harvey
William Harvey  (Folkestone, 1 d'abril de 1578 – Roehampton, 3 de juny de 1657), va ser un metge anglès que va ser el primer a descriure correctament i en detall el sistema circulatori i les propietats de la sang bombejada al cos pel cor. Tanmateix, el metge nascut a Damasc Ibn an-Nafís (1213 - 1288) va ser el primer a descriure al Caire el 1242, el procés de circulació de la sang, i en particular la circulació pulmonar, en el cos humà.

## Biografia
Harvey va néixer a Folkestone on va aprendre llatí, estudià posteriorment durant 5 anys al King's School de Canterbury i després al Caius College de Cambridge.
Després de graduar-se com Bachelor of Arts al Caius College el 1597, va fer el viatge per Europa, pràctica habitual entre els homes cultes de l'època, i va estar a França, Alemanya i Itàlia on entrà a la Universitat de Pàdua el 1598. Harvey durant els anys d'estudi es relacionà amb Fabricius i llegí l'obra d'aquest De Venarum Ostiolis. Harvey es va doctorar en medicina, a Pàdua, el 1602, i tornà a Anglaterra on, el mateix any, obtingué el doctorat de medicina per Cambridge. S'establí a Londres.i exercí a l'hospital de Saint Bartolomew quasi fins al final de la seva vida.
Va ser nomenat Metge Extraordinari ('Physician Extraordinary') pel rei James I el 1618, es creu que també va ser metge d'aristòcrates com per exemple Lord Chancellor Bacon. El 1628 publicà a Frankfurt el seu tractat de circulació de la sang De Motu Cordis que va ser mal rebut per alguns metges. El 1630, per encàrrec del rei James I va acompanyar el duc de Lennox a Europa i va visitar Pàdua, França i Espanya. Tornà a Anglaterra el 1632 i el nou rei Charles I el va nomenar Physician in Ordinary. Durant la guerra civil anglesa mantingué continuà al costat de la monarquia. Es va retirar de la professió el 1645. Morí a Roehampton i va ser enterrat a Hempstead, Essex.

## "De Motu Cordis" (conegut també com "Sobre el moviment del cor i la sang")
De Motu Cordis és un llibre dedicat a Carles V del Sacre Imperi Romanogermànic, publicat el 1628 que consta de 72 pàgines en 17 capítols. Conté una clara i detallada descripció del funcionament del cor i el moviment circular de la sang pel cos. Com que tenia una simple lent i no pas un microscopi no va ser capaç d'aconseguir-ne imatges adequades. Harvey va fer els seus experiments principalment en animals. Remarca el fet que els dos ventricles cardíacs es mouen junts gairebé simultàniament i no independentment com deien els seus predecessors. En el capítol 8 entrà en conflicte amb la creença de Galè sobre que el fetge és l'origen de la sang venosa (amb suport experimental).

### Circulació de la sang abans de Harvey
En el moment de la publicació de Harvey, Galen havia estat una autoritat mèdica influent durant uns quants segles. Galen creia que la sang passava entre els ventricles per mitjà de porus invisibles. Segons les opinions de Galen, el sistema venós estava força separat del sistema arterial, excepte quan entraven en contacte a través dels porus invisibles. L'estudiós àrab Ibn al-Nafis havia discutit aspectes de les opinions de Galen, proporcionant un model que sembla implicar una forma de circulació pulmonar en el seu Comentari d'anatomia al cànon d'Avicenna (1242). Al-Nafis va afirmar que la sang es movia del cor als pulmons, on es barrejava amb l'aire, i després tornava al cor, des d'on es va estendre a la resta del cos. Els descobriments de Harvey inevitablement i històricament van entrar en conflicte amb els ensenyaments de Galen i la publicació del seu tractat De Motu Cordis va provocar una considerable controvèrsia dins de la comunitat mèdica. Alguns metges van afirmar que «preferirien equivocar-se amb Galen que no pas proclamar la veritat amb Harvey». Galè va percebre de manera incompleta la funció del cor, creient-lo productor de calor, mentre que la funció dels seus afluents, les artèries, era la de refredar la sang a mesura que els pulmons ...aventaven i refredaven el propi cor. Galen va pensar que durant la dilatació les artèries aspiraven aire, mentre que durant la seva contracció descarregaven vapors pels porus de la carn i la pell.
Fins al segle xvii es pensava que en la circulació sanguínia estaven implicats dos sistemes separats: el sistema natural, que contenia sang venosa que tenia el seu origen al fetge, i el sistema vital, que contenia la sang arterial i els esperits que fluïen del cor, distribuïnt calor i vida a totes les parts. Com les manxes, es pensava que els pulmons ventilaven i refredaven aquesta sang vital.
Independentment d'Ibn Al-Nafis, Miquel Servet va identificar la circulació pulmonar, però aquest descobriment no va arribar al públic perquè va ser escrit per primera vegada al Manuscrit de París el 1546. Més tard es va publicar a l'obra teològica que va provocar la seva execució el 1553, gairebé totes les còpies de la qual van ser destruïdes. A: Christianismi Restitutio, Llibre V, l'aragonès Miguel Servet (Michel de Villeneuve, 1509?–1553) va escriure: «La sang passa per l'artèria pulmonar fins a la vena pulmonar durant un llarg pas pels pulmons, durant el qual es torna vermella, i s'elimina dels fums sutges amb l'exhalació». Idees sobre la circulació de la sang també van ser proposades pel veterinari-ferrador espanyol Francisco de la Reyna l'any 1546.
La circulació pulmonar va ser descrita per Realdo Colombo, Andrea Cesalpino i Andreas Vesal, abans que Harvey proporcionés una descripció refinada i completa del sistema circulatori.

## Exercitationes de generatione animalium
L'altra obra important de Harvey va ser Exercitationes de generatione animalium (de la generació d'animals), publicada el 1651. Hi havia estat treballant des de feia molts anys, però potser mai l'hauria acabat sense l'ànim del seu amic George Ent. El llibre comença amb una descripció del desenvolupament de l'ou de gallina. La major part és teòrica, tractant les teories d'Aristòtil i el treball dels metges que van seguir Galeno fins a Fabricius. Finalment s’ocupa de l'embriogènesi en animals vivípars, especialment de les cerves i les femelles. El tractament és generalment aristotèlic i limitat per l'ús d'una lent d'augment simple.

## Llegat

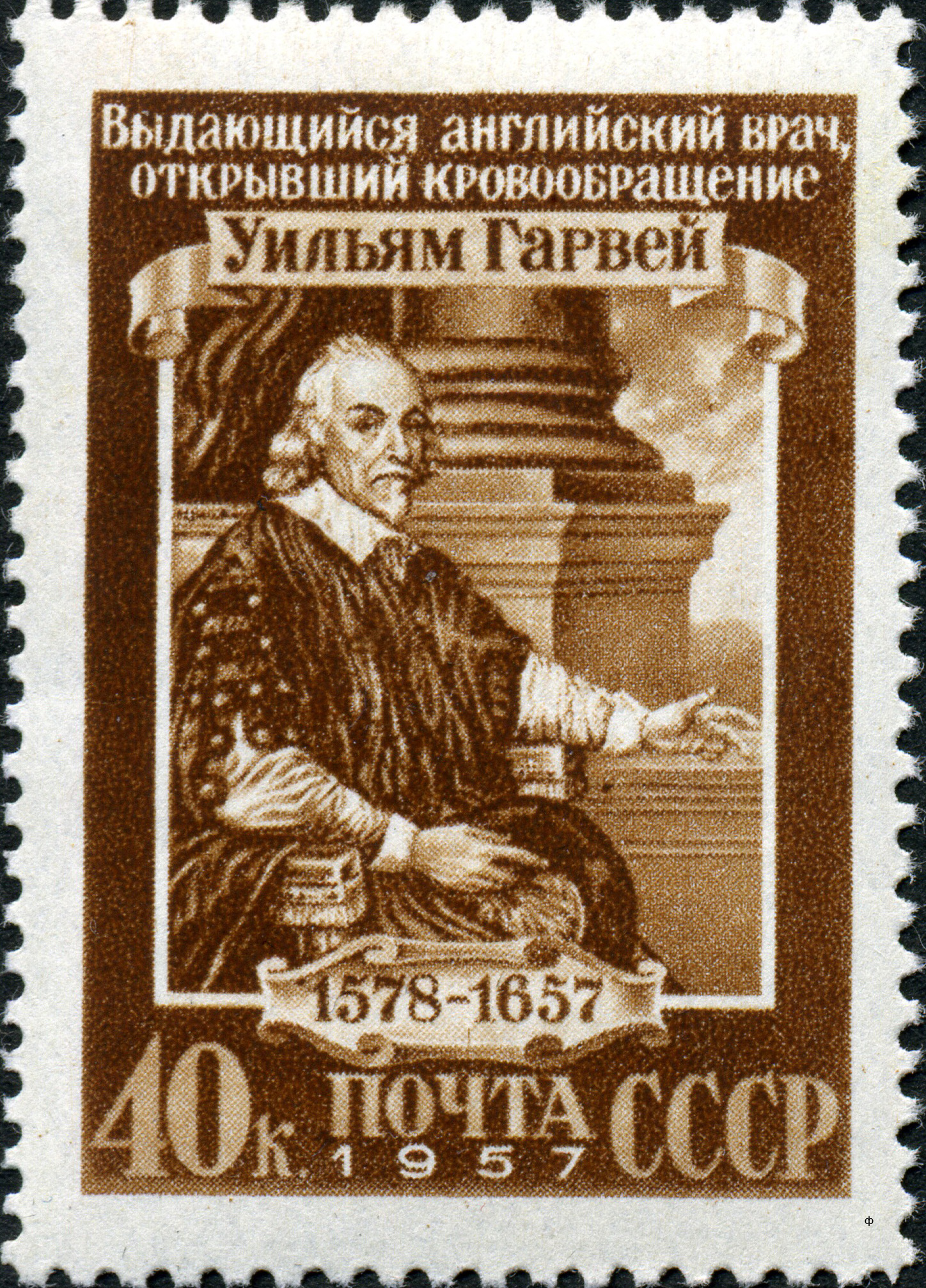
William Harvey en un segell postal soviètic de 1957

La vara de demostració d'os de balena d'Harvey, amb punta de plata, resideix a la sala de plata del museu del Royal College of Physicians. El va utilitzar per assenyalar objectes durant les seves conferències.
Diversos edificis i institucions mèdiques porten el nom de Harvey o ho commemoren d'una altra manera. La Societat Harveiana d'Edimburg va ser fundada el 1782 pel doctor Andrew Duncan. La Societat celebra un Festival anual en honor a Harvey on el President de la Societat pronuncia l'Oració Harveiana, seguida d'un sopar formal. La seu del Festival alterna entre el Royal College of Physicians of Edinburgh i el Royal College of Surgeons of Edinburgh. La Harveian Society of London és una societat mèdica fundada el 1831 amb seu a The Medical Society of London, Chandos Street, a Cavendish Square. El Royal College of Physicians de Londres fa una conferència anual establerta per William Harvey el 1656 anomenada Harveian Oration. El Harvey Club de Londres es va fundar al Canadà el 1919 i té la seu a la Universitat d'Ontario Occidental. La Harvey Society, fundada el 1905, té la seu a la ciutat de Nova York i acull una sèrie de conferències anuals sobre els avenços recents de les ciències biomèdiques. La sala de conferències principal de l’Escola de Medicina Clínica de la Universitat de Cambridge porta el nom de William Harvey, que va ser un antic alumne de l'institut. El William Harvey Research Institute de Barts i la London School of Medicine and Dentistry és un centre de recerca centrat en farmacologia bioquímica, malalties ortopèdiques, endocrinologia, genòmica, farmacologia clínica i medicina translacional i terapèutica. L'hospital William Harvey d'Ashford, Kent porta el seu nom. La ciutat natal de Harvey, Folkestone, Kent també té una estàtua d'ell.

## Personalitat
Harvey era vist com un ...home humorístic però extremadament precís..., i que sovint estava tan immers en els seus propis pensaments que sovint patia insomni (curat amb un simple passeig per la casa), i com sempre estava preparat per a una conversa oberta i directa. També li agradava la foscor, ja que es diu que era allà on ...podia contemplar millor, i de vegades s'amagava a les coves. Gran bevedor de cafè, Harvey sortia pentinant-se els cabells cada matí ple d'energia i esperit entusiasta pels camps. També s'ha arribat a entendre el mètode una mica poc ortodox d'en Harvey per tractar la seva gota, aquí citat completament: «...la seva cura [d'Harvey] era així: s'asseia amb les cames nues... les posava en una galleda d'aigua fins que ja estava gairebé mort de fred, després es dirigia a l'estufa, i així el fred desapareixia».

## Imatges

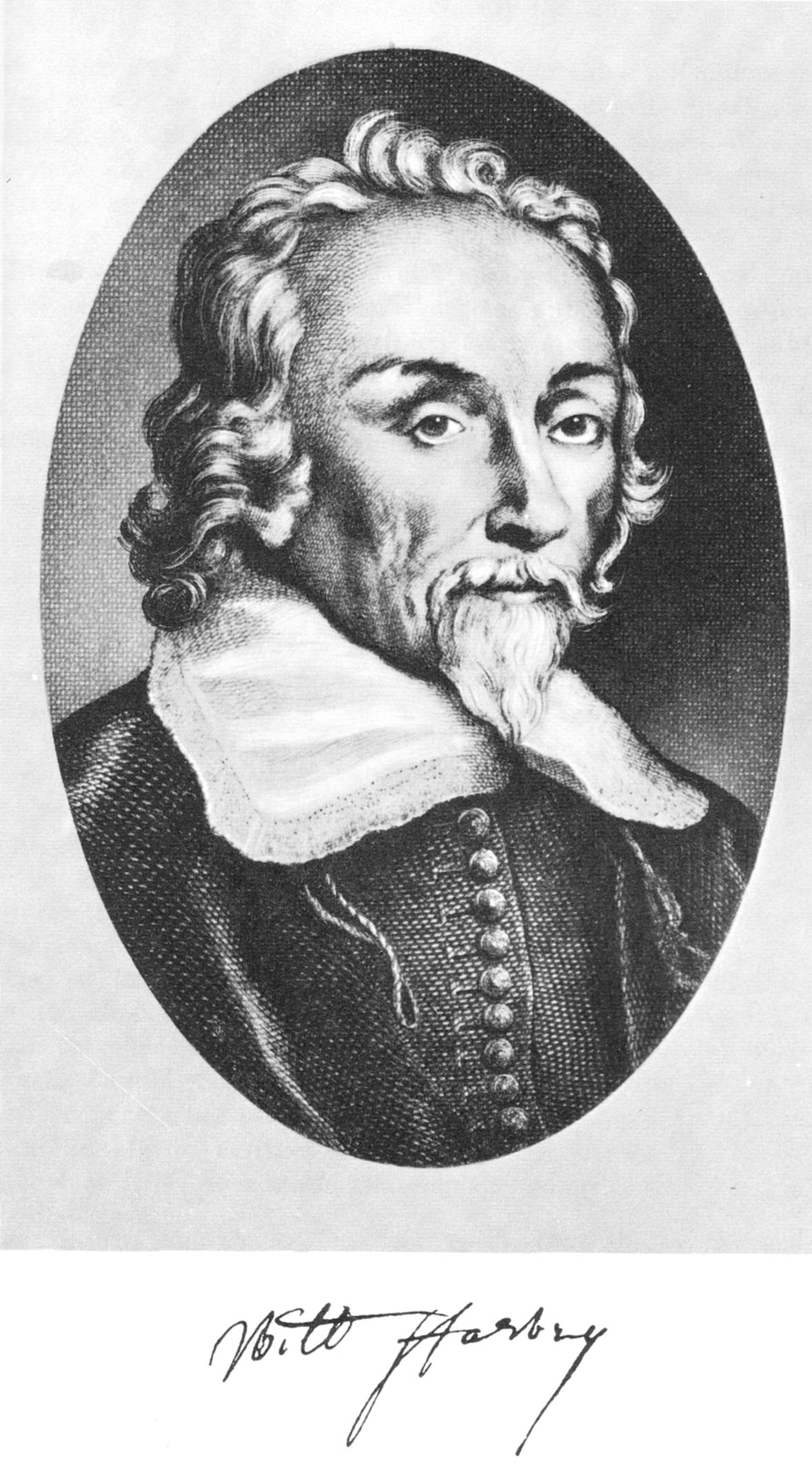
William Harvey
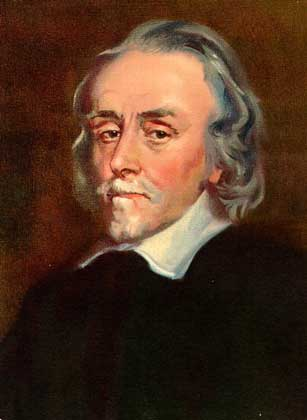
Retrat en color
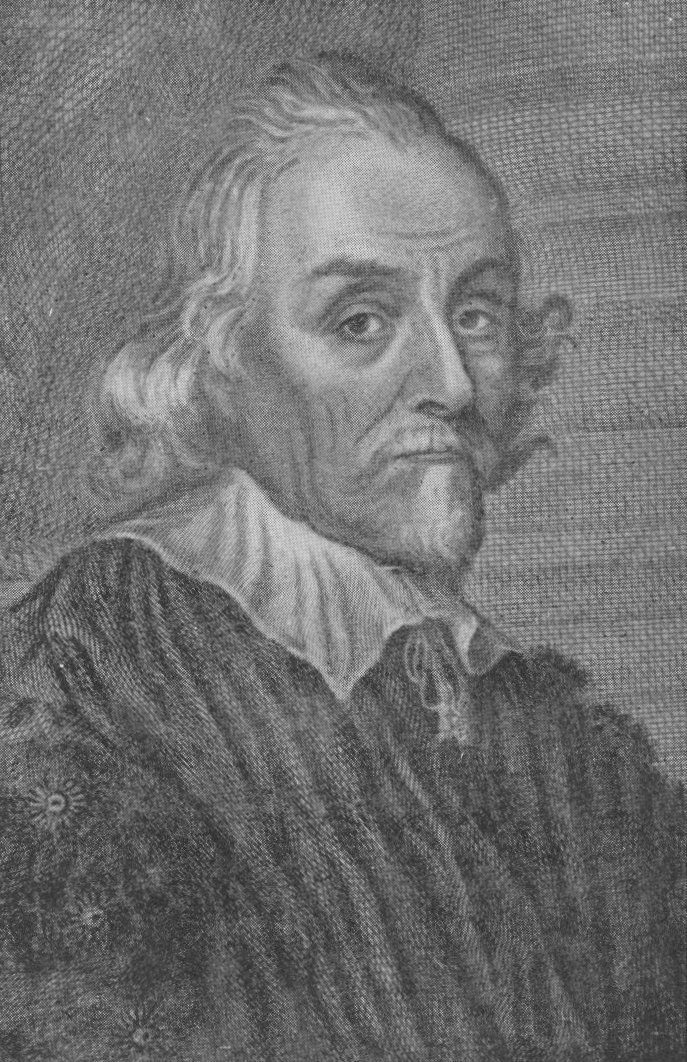
William Harvey, d'una pintura de Cornelius Jansen
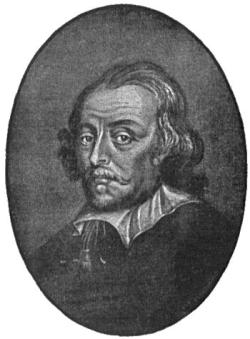
William Harvey
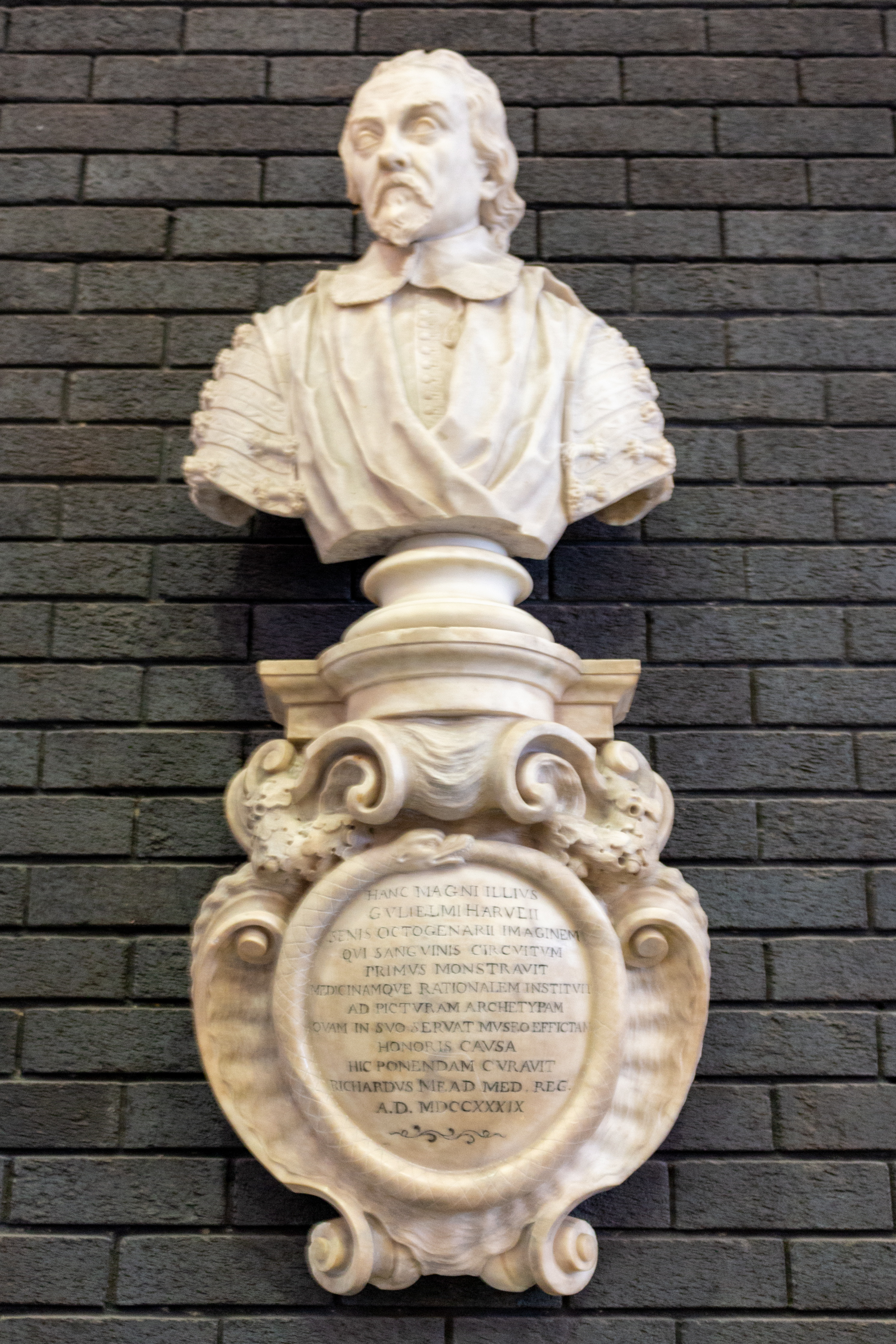
Bust de William Harvey al Royal College of Physicians de Londres

## Obres
- Harvey, William. On the Motion of the Heart and Blood in Animals.  Londres: George Bell and Sons, 1889.
- Harvey, William. The Circulation of the Blood and Other Writings.  Londres: Everyman: Orion Publishing Group, 1993. ISBN 0-460-87362-8.
- The Works of William Harvey.  Londres: Sydenham Society, 1847. Includes:
  - An anatomical disquisition on the motion of the heart and blood in animals
  - 2 disquisitions addressed to John Riolan, including refutations to objections to the circulation of the blood
  - Anatomical exercises on the generation of animals. To which are added:
    - On Parturition
    - On the uterine membranes and humours
    - On conception

  - Anatomical examination of the body of Thomas Parr
  - Letters